# Балашовський район
Балашовський район рос. Балашовский район — муніципальне утворення в Саратовській області. Адміністративний центр району — місто Балашов. Населення району — 110 030 чол.

## Географія
Розташований у західній частині області на Оксько-Донській рівнині з типовими чорноземами. В районі протікає річка Хопер.

## Історія
Указом імператриці Катерини II 7 листопада 1780 року утворений Балашовський повіт у складі Саратовського намісництва. 12 грудня 1796 року повіт передається до складу Астраханської губернії. У 1797 році Балашовський повіт скасований. 24 травня 1803 року знову утворений Балашовський повіт (у складі Саратовської губернії).
Балашовський район утворений 23 липня 1928 року в складі Балашовського округу Нижньо-Волзького краю.
З 1934 року район в складі Саратовського краю, з 1936 року — в складі Саратовської області.
З 6 січня 1954 року по 19 листопада 1957 року район входив до складу Балашовської області.
З 1959 року до складу району увійшла територія скасованого Роднічковського району, а 19 травня 1960 року — Ново-Покровського району.
З 1 січня 2005 року місто Балашов і район об'єднані у муніципальне утворення Балашовський муніципальний район.

## Економіка
Наявність родючого ґрунту обумовлює розвиток високопродуктивного товарного сільськогосподарського виробництва: пшениця, соняшник, цукровий буряк, кормові культури, м'ясо-молочне тваринництво і свинарство. До 2005 року в районі були: м'ясо-консервний комбінат, цукровий завод, завод з виробництва плащових тканин, лікеро-горілчаний завод. В 2010-х роках останні два припинили свою діяльність.

## Пам'ятки
Долина річки Хопер та її береги мальовничі — прекрасне місце для відпочинку. Тут знаходиться відомий санаторій «Пади», колишній родовий маєток князя Наришкіна. Зберігся парк, закладений в минулому столітті, з рідкісними для Нижнього Поволжя рослинами (ялина європейська плакуча, сосна чорна, тополя дельтоподібна). У села Алмазова розташований заказник (лось, благородний олень, бобер, хохуля, водоплавні птахи).